# Comes
Il comes (dal latino, "compagno") era un grado dell'esercito e dell'amministrazione romana, almeno fin dai tempi dell'imperatore Traiano, Marco Aurelio e Lucio Vero (durante le guerre marcomanniche). Evolutosi poi nel tardo Impero romano. Nacque come titolo conferito a particolari esponenti della corte e dell'amministrazione imperiale, un segno di stima da parte dell'imperatore, e si evolse in un titolo vero e proprio.

## Storia

### Ufficiali amministrativi tardo imperiali
Tra gli ufficiali amministrativi erano:
- Comes dispositonum;
- Comes domesticorum;
- Comes privatae largitionis;
- Comes rerum privatarum;
- Comes sacrarum largitionum, aveva alle sue dipendenze:
  - Comes Auri
  - Comes sacrae vestis
  - tre Comites largitionum, per Italia, Africa e Illirico
  - un comes commerciorum per l'Illirico
- Comes Orientis

### Comesmilitari al tempo dellaNotitia dignitatum
All'epoca della stesura della Notitia dignitatum (fine IV secolo per la pars occidentalis, inizi V secolo per la pars orientalis) vi erano in Occidente i seguenti comites rei militaris:
1. un Comes Italiae a capo dell'esercito in Italia;
2. un Comes Illyrici, a capo dell'esercito nell'Illirico;
3. un Comes Hispaniae, a capo dell'esercito nelle Spagne;[3][4][5][6]
4. un Comes tractus Argentoratensis sotto la guida del Magister equitum per Gallias;
5. un Comes Tingitaniae a capo dell'esercito in Tingitana;
6. un Comes Africae all'interno dell'esercito in Africa;
7. un Comes Britanniarum ed un Comes litoris Saxonici per Britannias all'interno dell'esercito della Britannia.

In Oriente c'erano invece i seguenti ufficiali:
1. un Comes limitis Aegypti alle dipendenze del Magister militum praesentalis I;[7]
2. ed un Comes per Isauriam alle dipendenze del Magister militum praesentalis II.[7]

Comes (pl. comites) indicava inizialmente solo chi accompagna un altro (da “cum-eo”, cioè: “vado con”). Da questa radice latina deriva non solo la parola italiana “conte”, ma anche altre, fra cui “comizio”.  Secondo il Glossarium mediae et infimae latinitatis del Du Cange (cfr.  II, pp. 422-430), che a sua volta cita il Tillemont, negli ultimi tempi dell'impero di Augusto l'imperatore chiamò a palazzo come consiglieri, funzionari o ministri alcuni senatori. Dato che l'istituzione dell'impero non si era ancora consolidata e occorreva rispettare la suprema dignità del senato, li chiamò semplicemente Caesaris comites, cioè: “compagni dell'imperatore”.
Questa terminologia restò anche nei secoli successivi per i funzionari imperiali: il ministro delle finanze, ad esempio, era detto comes sacrarum et privatarum elargitionum. Anche i consoli erano talvolta detti comites, non tanto perché erano in due, quanto perché in età imperiale erano anch'essi un'autorità subordinata all'imperatore.
Quando poi i funzionari imperiali erano inviati a reggere una provincia era detti comites di quella provincia per indicare che la governavano con l'autorità implicita nella funzione di “compagni dell'imperatore”. Il titolo feudale “conte” ha origine proprio da questa trasformazione, che, legando il titolo di comes al territorio, ne fece dimenticare il significato originario.